# Médée (Sénèque)
Pour les articles homonymes, voir Médée (homonymie).
Médée est une tragédie romaine de Sénèque.
Elle est surtout célèbre pour sa construction programmatique : au début de la pièce, Médée annonce : « Medea fiam » (v. 171), — « je deviendrai Médée ». À la fin de la pièce, avant d'assassiner ses enfants, elle peut ainsi constater : « Medea nunc sum » (v. 910) — « maintenant, je suis Médée », c'est-à-dire l'héroïne tragique connue de tous. Elle est alors prête à commettre le plus horrible de tous ses crimes, c'est-à-dire l'infanticide, le meurtre de ses propres enfants. c'est le dénouement de sa vengeance.

## Portrait de Médée
Dans cette pièce de Sénèque, le personnage principal, Médée, est caractérisée par des traits émotionnels bien précis. Médée est décrite comme une héroïne tragique, notamment à cause de son caractère : elle est naïve et prête à tout pour son amour avec Jason. Elle est tout de même faible psychologiquement car elle se décrit comme perdue et ignorante de son agressivité.

## Influences
Sénèque semble au premier abord s'être inspiré des trois grands tragiques athéniens, Eschyle, Sophocle et Euripide, et avoir puisé ses thèmes chez eux. Ainsi, Euripide est également l'auteur d'une Médée. Cependant, une comparaison — pour peu qu'elle soit possible, ce qui est justement le cas ici — entre les tragédies sénéquiennes et ses prétendus modèles grecs classiques « révèle des différences considérables ».

## Structure

### Prologue et Chœur /Parodos(1 - 115)
Du vers 1 à 55 : Monologue de Médée - colère, appel au crime
v.56 - 115 : Chœur
Invitation au mariage de Jason et Créuse
Partie centrale (v.75 – 92) de métrique trochaïque elle-même en 2 périodes

### Acte I (116 - 300)
v.116 – v.149 : lamentation de Médée, attention portée sur le mariage puis le meurtre de son frère et enfin elle dirige sa haine sur Créon
v.150 – 178 : dialogue de Médée et sa nourrice, rétrécissement progressif des quantités
Entrée de Créon, père de Créuse, futur beau-père de Jason
v.179 – 191 : tirade de Créon qui craint la sorcière
v.192 – 202 : dialogue de Médée et Créon
v.203 – v.252 : tirade de Médée
Tandis que sa colère croit, elle tire un enseignement : il est facile aux puissants de persévérer dans leur bêtise
Elle fait ensuite appel au Pathos.
« lorsqu’on porte superbement le sceptre, de persister dans la voie qu’on a prise »
Elle finit par s’avouer coupable pour demander à Créon que s’il veut l’exiler qu’il lui laisse « une humble retraite ».
v.253 – v.300 : dialogue, Créon prend la défense de Jason.
Médée : « pourquoi m’ordonnes-tu de fuir seule ? »
Médée demande qu’il protège ses enfants à donc avant il lui faut du temps soi-disant pour leur dire au revoir mais en réalité elle gagne ainsi gagne du temps pour enchanter le vêtement destructeur.
Créon se méfie mais lui laisse la nuit pour partir.

### Chœur 1 (301 – 379)
Danger de prendre la mer, défié par la démesure de Tiphys et sa technique de navigation à topos de la fin de l’âge d’or.
C’est pourquoi il est puni, son navire sombre.
Comparaison avec les argonautes : la toison d’Or et Médée sont une preuve de force mais aussi une malédiction.
Prédiction de la découverte de nouvelles terres au-delà de Thulé.

### Acte II (380 – 844)
v.380 – v. 430 : dialogue de Médée et sa Nourrice
La Nourrice pressent un crime.
Médée porte ensuite un propos qui tourne à l’hybris
v.431 – 559 : Jason/Médée : dialogue en stichomythies
v.560 – 669 : Médée confie son funeste dessein à sa nourrice.
Enumération de comparaisons pour renforcer la violence de la haine de Médée.
V.670 – v. 739 : Monologue d’effroi de la nourrice
v.740 – 844 : Monologue de Médée

### Chœur 2 (845 – 878)
Décrit Médée et sa démesure

### Acte 3 (879 – 1027) v.879 – 890: Le Messager annonce l’incendie puis que l’eau avive les flammes: aspect tragique
Le Chœur, encore naïf d’espoir se heurte au fait tragique porté par le messager et demande d’abord comment cela est possible : par un cadeau (comme le cheval de Troie), et comment empêcher les flammes de s’étendre : cela est rendu impossible par le sortilège.
v. 891 – 977 : La Nourrice implore Médée de s’enfuir mais elle se délecte du spectacle qu’elle a monté.
Là est la démesure de la tragique Médée : « je suis heureuse ».
Puis la folie s’estompe, l’amour maternel reparaît, elle serre ses enfants contre elle et ses propos laissent paraître que ce n’est pas elle directement qui les tue : « L’Erinys de jadis s’empare malgré-moi de mon bras » comme le châtiment de sa démesure. Et pourtant la folie lui fait accepter cette punition : « O haine mène moi où il te plait » : elle est tout à fait aliénée.
Dans une dernière partie saisissante (v.957 – 977) qui a pu inspirer l’apparition à la fin de Don Juan, Médée voit dans son délire les divinités chthoniennes que sont les 3 Furies venues venger son frère. Elle monte sur le toit avec sa nourrice comme si elle rejoignait déjà l’éther et contemple sa propre puissance destructrice.

v.978 – 1027 Médée délire sur son toit, toute puissante, et Jason la cherche. Il est accompagné de soldats mais c’est un sentiment éminemment personnel qui l’anime et il a une allure bien moins honteuse que celle que Créon a voulu montrer pour le défendre et pourtant on ne sait s’il est réellement rongé par le remords ou s’il le feint pour calmer les ardeurs de Médée : « s’il y a un criminel, c’est moi : tu peux me faire périr ». Finalement c’est Médée qui triomphe : « ce jour est à moi : j’use du temps qu’on m’a accordé » puis « reçois à présent tes fils, ô père. Quant à moi, je vais être transportée dans les nues sur ce char ailé ».